# Obwód swierdłowski

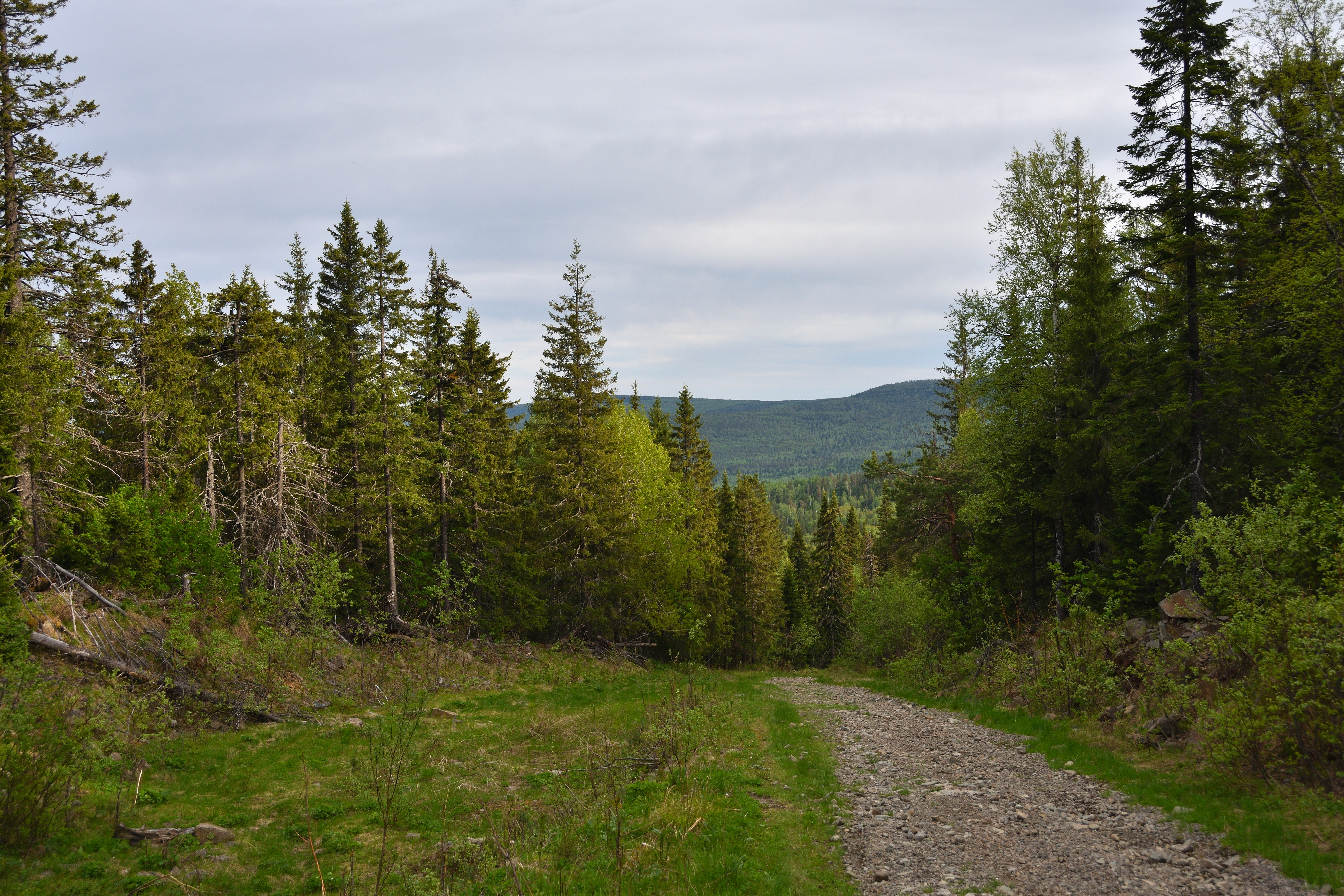
Krajobraz obwodu

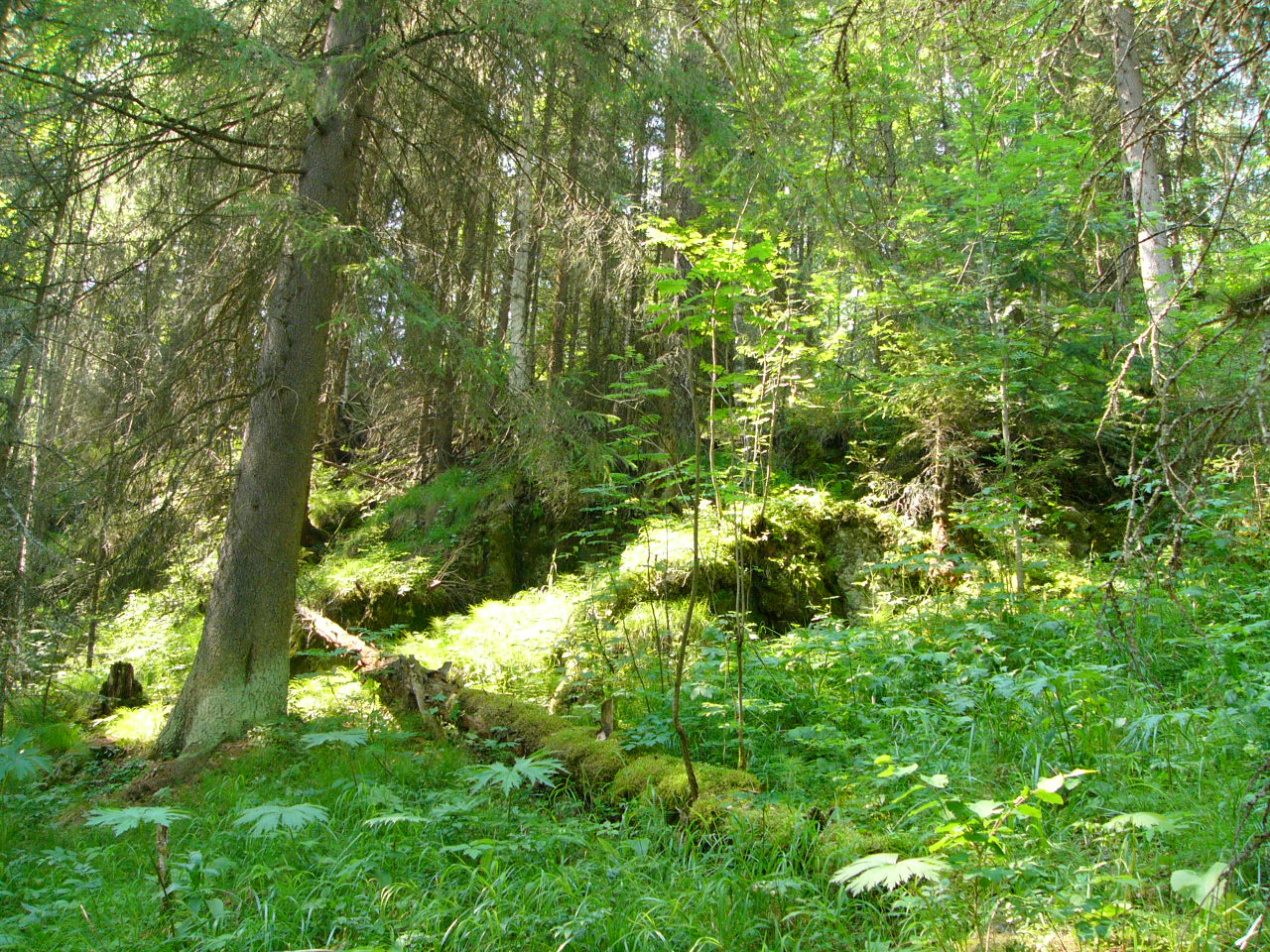
Leśny krajobraz regionu

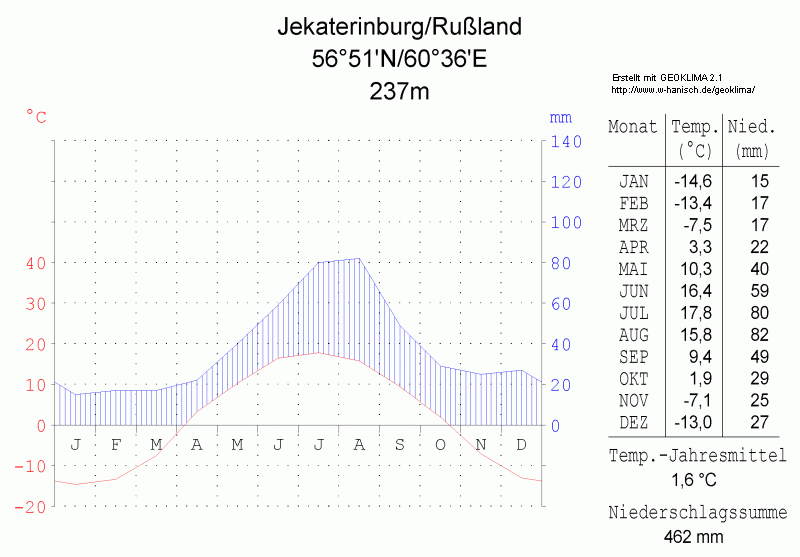
Diagram pokazujący klimat regionu na przykładzie wysokości temperatur i wielkości opadów w stolicy obwodu – Jekaterynburgu

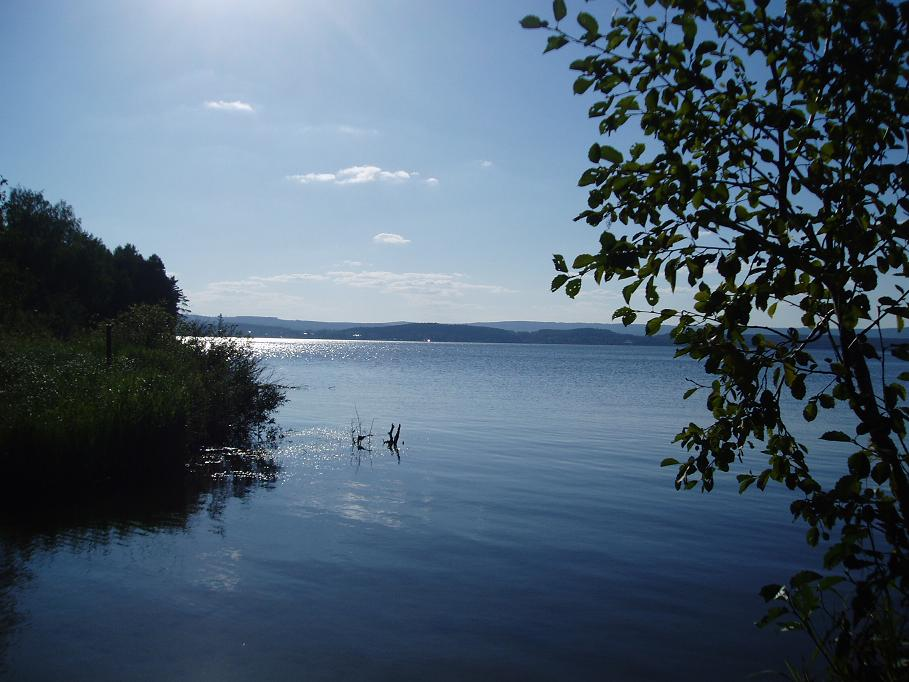
Jezioro Tawatuj

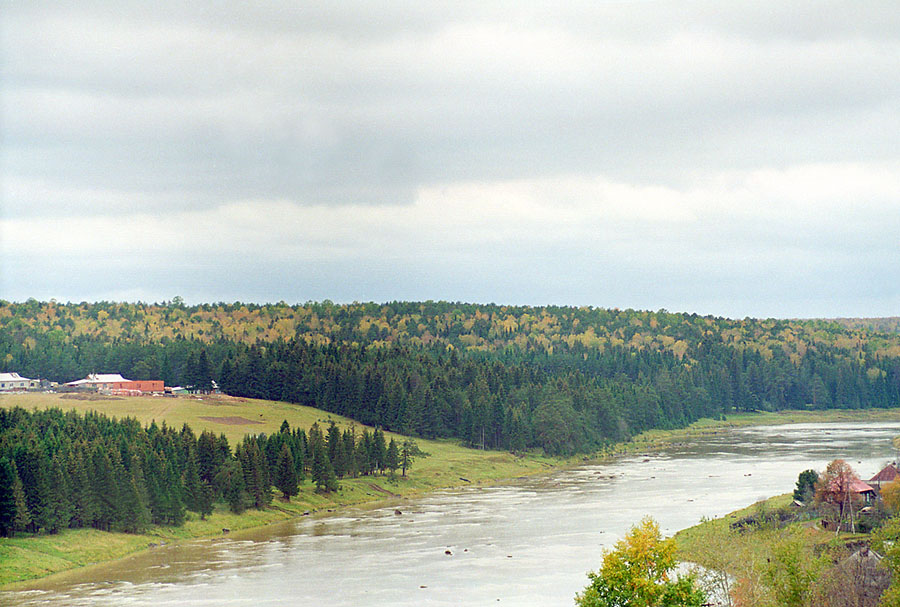
Rzeka Tura

Obwód swierdłowski (ros. Свердловская область) – jednostka administracyjna Federacji Rosyjskiej. Jego nazwa pochodzi od byłej nazwy stolicy obwodu, Jekaterynburga (do 1991 – Swierdłowsk).

## Geografia

### Położenie i powierzchnia
Obwód swierdłowski leży na dwóch kontynentach: w Europie i w Azji. Region zajmuje południową część pasma Uralu, a także przyległe do gór zachodnie fragmenty Niziny Zachodniosyberyjskiej. Region zajmuje powierzchnię 194 226 km² (tj. ok. 1,2% terytorium całej Federacji Rosyjskiej).
Większość terenu obwodu stanowią niewysokie góry i wyżyny – znaczna część obwodu leży na wysokości 300–500 m n.p.m. Najwyższy punkt – szczyt Konżakowskij Kameń (na Uralu Północnym) wznosi się na wysokość 1569 m.
Region graniczy z:
- Krajem Permskim
- Republiką Komi
- Chanty-Mansyjskim Okręgiem Autonomicznym – Jugrą
- Obwodem tiumeńskim
- Obwodem kurgańskim
- Obwodem czelabińskim
- Republiką Baszkirii

### Strefa czasowa
Obwód swierdłowski należy do jekaterynburskiej strefy czasowej (YEKT): do 25 października 2014 UTC+06:00 przez cały rok, od 26 października 2014 UTC+05:00 przez cały rok.
Jeszcze wcześniej, przed 27 marca 2011 roku, obowiązywał czas standardowy (zimowy) strefy UTC+05:00, a czas letni – UTC+06:00.

### Klimat
Na terytorium obwodu panuje klimat umiarkowany typu kontynentalnego. Charakteryzuje się on dużymi różnicami temperatur w ciągu roku – chłodnymi zimami i ciepłymi latami. Średnia temperatura powietrza w styczniu wynosi (zależnie od regionu) od −16 °C do −20 °C, a lipca – od +16 °C do +19 °C.
Na terenie obwodu corocznie notuje się ok. 500 mm opadów, głównie w formie deszczu. Występują one głównie w ciepłej połowie roku, zaś maksimum przypada na lipiec.

### Hydrologia
W regionie znajduje się dość duża ilość cieków wodnych, jednak z powodu położenia tego terytorium na obszarze górskim, będącym działem wód większość miejscowych rzek i strumieni ma niewielkie rozmiary. Znajduje się tutaj także pewna liczba – zwykle niewielkich – jezior.
Główne rzeki regionu:
- Tawda
- Tura
- Czusowaja
- Ufa

### Fauna i flora
Pierwotną roślinność obwodu swierdłowskiego stanowią lasy iglaste i mieszane. W lasach tych żyją m.in. – ze ssaków: kuny, norki, wiewiórki, lisy, zające, jelenie, liczne gryzonie itd., z ptaków – np. dzięcioły, gile, jarząbki itp. W zbiornikach wodnych żyje wiele gatunków ryb.
W południowo-wschodniej części obwodu znajduje się Park Narodowy „Pripyszminskije bory”, w północno-zachodniej Rezerwat przyrody „Dienieżkin Kamień”, a w południowo-zachodniej Wisimski Rezerwat Biosfery.

## Ludność
Na terenie obwodu swierdłowskiego mieszka 4 399 700 osób (2007). Liczba ta w ostatnich latach spada – jeszcze w 2002 populacja regionu wynosiła 4 486 214 osób. Niemal 88% ludności (3 943 529 osób w 2002) zamieszkuje w miastach, a 12% (542 685 osób; 2002) – na wsiach. Około 30% całej populacji obwodu zamieszkuje w jego stolicy – Jekaterynburgu (będącym 5. pod względem liczby mieszkańców miastem Rosji).
Gęstość zaludnienia w regionie wynosi 22,6 os./km².
Rosjanie stanowią ok. 90% populacji.

### Wyznania
Zdecydowana większość ludności wyznaje prawosławie. Po okresie ateizacji w czasach ZSRR pozostała także duża liczba niewierzących. W regionie istnieje niespełna 5% mniejszość muzułmańska (złożona głównie z Tatarów), ponadto żyją tutaj niewielkie grupy wyznawców innych religii, m.in. katolików, a także wyznawców nowych wyznań religijnych, wywodzących się z tradycji protestanckiej.
| Zdjęcia miast obwodu                                  |
| ----------------------------------------------------- |
| Cerkiew w Ałapajewsku                                 |
| Kościół protestancki w Krasnoturińsku                 |
| Teatr w Niżnym Tagile                                 |
| Meczet w Wielkiej Pyszmie                             |
| Prawosławna katedra pw. Świętej Trójcy w Wierchoturiu |
| Zarieczny – fragment miasta                           |
| Jekaterynburg – fragment miasta                       |
| Jeden z budynków Jekaterynburga (kino Salut)          |
| Dworzec kolejowy w Krasnoturińsku                     |
| Dom kultury w Krasnoturińsku                          |

### Narodowości
Na terenie obwodu żyją przedstawiciele 148 narodowości.
Najliczniejsi są:
| narodowość                                                                 | liczebność | udział w populacji |
| -------------------------------------------------------------------------- | ---------- | ------------------ |
| Rosjanie                                                                   | 4 002 815  | 89,22              |
| Tatarzy                                                                    | 168 121    | 3,75               |
| Ukraińcy                                                                   | 55 478     | 1,24               |
| Baszkirzy                                                                  | 37 296     | 0,83               |
| osoby bez poczucia przynależności etnicznej lub o nieustalonej narodowości | 28 957     | 0,65               |
| Maryjczycy                                                                 | 27 863     | 0,62               |
| Niemcy                                                                     | 22 540     | 0,50               |
| Białorusini                                                                | 18 541     | 0,41               |
| Udmurci                                                                    | 17 903     | 0,40               |
| Azerowie                                                                   | 15 171     | 0,34               |
| Czuwasze                                                                   | 11 510     | 0,26               |
| Ormianie                                                                   | 11 093     | 0,25               |
| Mordwini                                                                   | 9702       | 0,22               |
| Żydzi                                                                      | 6810       | 0,15               |
| Tadżycy                                                                    | 6125       | 0,14               |
| Kazachowie                                                                 | 4403       | 0,10               |
| Cyganie                                                                    | 4019       | 0,09               |
| Uzbecy                                                                     | 3836       | 0,08               |
| Mołdawianie                                                                | 2930       | 0,07               |
| Gruzini                                                                    | 2651       | 0,06               |
| Chińczycy                                                                  | 2435       | 0,05               |
| Polacy                                                                     | 2147       | 0,05               |

Wymieniono tylko grupy liczące powyżej tysiąca osób

## Miasta i osiedla typu miejskiego
Na terenie obwodu swierdłowskiego znajduje się 47 miast oraz 99 osiedli typu miejskiego, a także 1886 większych i mniejszych wsi.
Największe miasta i osiedla typu miejskiego:
(powyżej 15 tys. mieszkańców; stan na 1 stycznia 2006)
| Nazwa              | nazwa rosyjska    | liczba miesz- kańców |
| ------------------ | ----------------- | -------------------- |
| Jekaterynburg      | Екатеринбург      | 1 308 441            |
| Niżny Tagił        | Нижний Тагил      | 379 724              |
| Kamieńsk Uralski   | Каменск-Уральский | 182 466              |
| Pierwouralsk       | Первоуральск      | 132 881              |
| Sierow             | Серов             | 98 044               |
| Nowouralsk         | Новоуральск       | 94 350               |
| Asbiest            | Асбест            | 72 822               |
| Polewskoj          | Полевской         | 65 911               |
| Krasnoturinsk      | Краснотурьинск    | 62 578               |
| Rewda              | Ревда             | 61 916               |
| Wierchniaja Pyszma | Верхняя Пышма     | 57 718               |
| Lesnoj             | Лесной            | 53 193               |
| Wierchniaja Sałda  | Верхняя Салда     | 49 398               |
| Bieriozowskij      | Берёзовский       | 47 195               |
| Kaczkanar          | Качканар          | 43 763               |
| Ałapajewsk         | Алапаевск         | 42 920               |
| Irbit              | Ирбит             | 42 072               |
| Krasnoufimsk       | Красноуфимск      | 41 559               |
| Rież               | Реж               | 39 273               |
| Tawda              | Тавда             | 39 051               |
| Suchoj Łog         | Сухой Лог         | 35 430               |
| Artiomowskij       | Артёмовский       | 34 045               |
| Kuszwa             | Кушва             | 33 890               |
| Siewierouralsk     | Североуральск     | 32 979               |
| Bogdanowicz        | Богданович        | 32 072               |
| Karpinsk           | Карпинск          | 30 065               |
| Kamyszłow          | Камышлов          | 28 384               |
| Krasnouralsk       | Красноуральск     | 27 821               |
| Zariecznyj         | Заречный          | 27 431               |
| Niewjansk          | Невьянск          | 25 593               |
| Niżniaja Tura      | Нижняя Тура       | 23 345               |
| Kirowgrad          | Кировград         | 22 532               |
| Sysiert            | Сысерть           | 21 021               |
| Sriednieuralsk     | Среднеуральск     | 19 8001)             |
| Talica             | Талица            | 18 7001)             |
| Turinsk            | Туринск           | 18 5001)             |
| Rieftinskij2)      | Рефтинский        | 17 9001)             |
| Niżniaja Sałda     | Нижняя Салда      | 17 9001)             |
| Iwdel              | Ивдель            | 17 8001)             |
| Diegtiarsk         | Дегтярск          | 15 9001)             |

1) dane zaokrąglone; 1 stycznia 2007
2) osiedle typu miejskiego

## Władza i administracja
Obwód swierdłowski, podobnie jak inne części Federacji Rosyjskiej, posiada dość duży zakres autonomii w sprawach lokalnych. Kwestie lokalnego ustroju reguluje Statut obwodu swierdłowskiego z 1994.

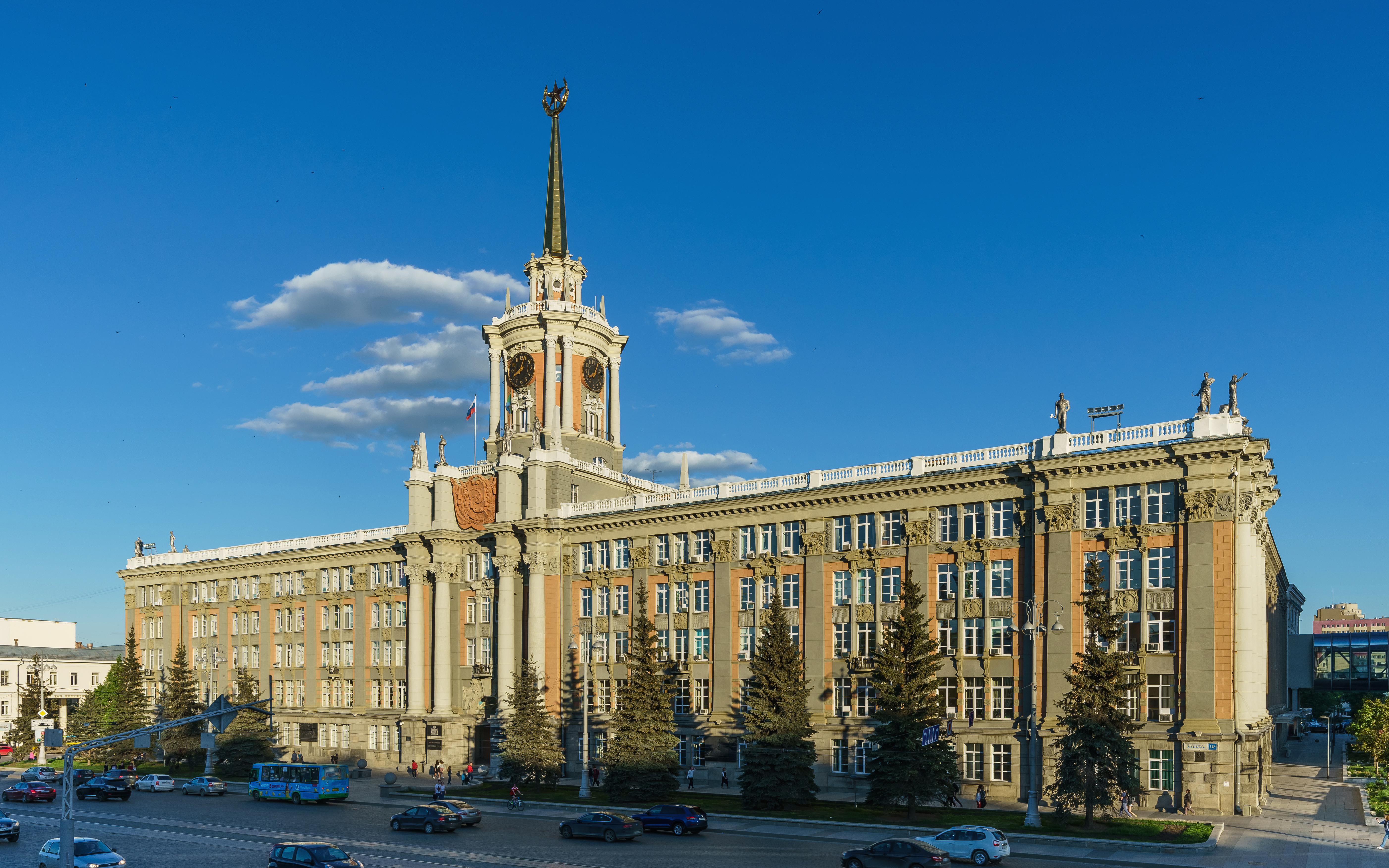
Budynek lokalnego parlamentu

Według postanowień tego aktu prawnego władza prawodawcza w regionie należy do dwuizbowego parlamentu, złożonego z lokalnej Dumy oraz Izby Reprezentantów. Wyższa izba parlamentu – Izba Reprezentantów składa się z 21 posłów, wybieranych w jednomandatowych okręgach, zaś Duma – z 28 posłów, wybieranych z jednego okręgu obejmującego cały region, z list partyjnych. Kadencja obu izb trwa 4 lata, przy czym co 2 lata odbywają się wybory, w których wymieniana jest połowa składu Dumy.
Władzę wykonawczą sprawuje rząd, składający się z ministerstw, departamentów i urzędów. Na czele rządu stoi gubernator, będący zarazem szefem obwodu. Obecnie (od 1995) funkcję tę sprawuje Eduard Rossiel z partii Jedna Rosja.

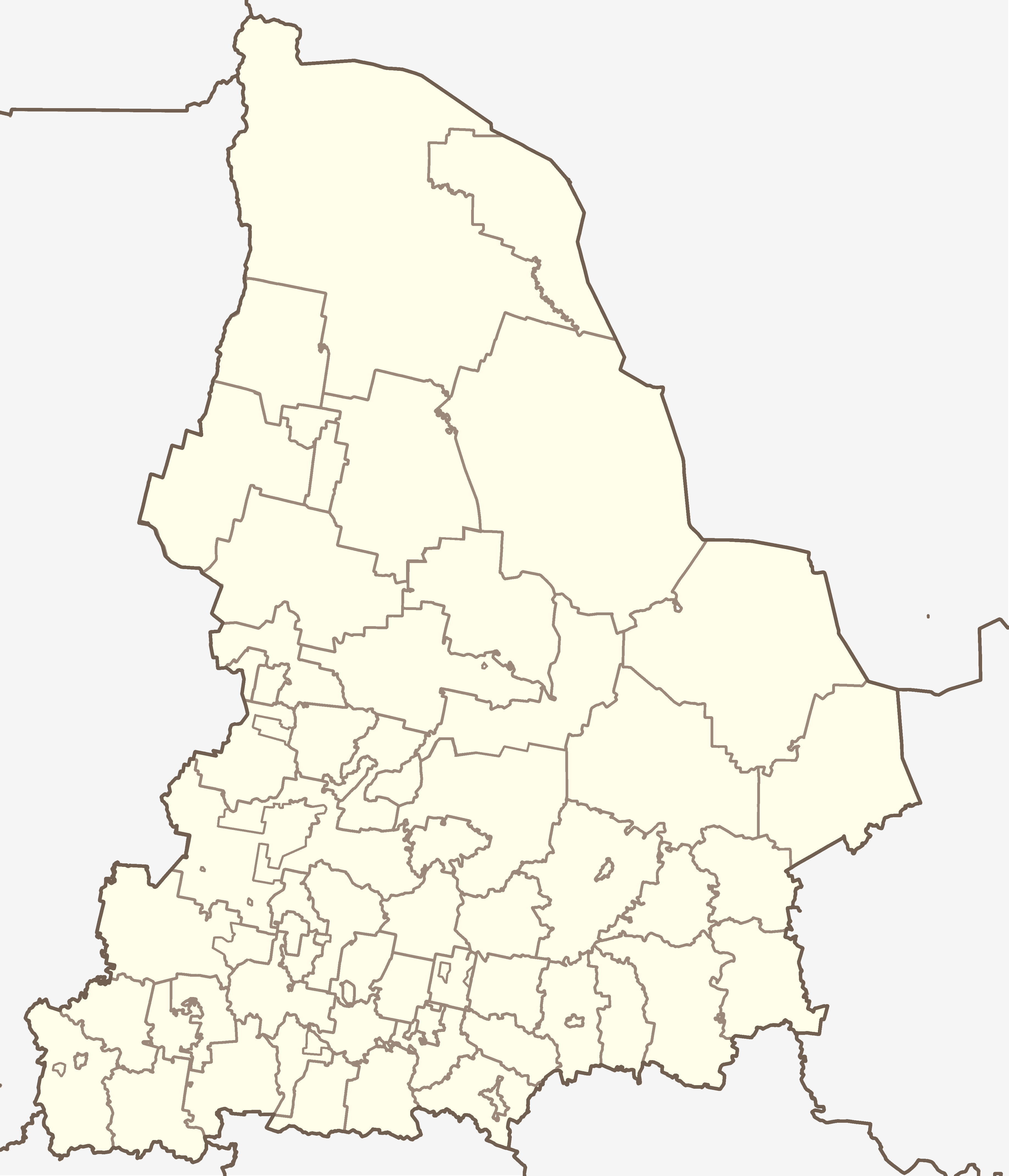
Podział administracyjny obwodu swierdłowskiego

## Podział administracyjny
Pod względem podziału administracyjnego obwód swierdłowski ma skomplikowaną strukturą. Cały region dzieli się na 5 okręgów administracyjnych (ros. управленческий округ): wschodni, zachodni, północny, południowy i gornozawodzki. Stolica obwodu – miasto Jekaterynburg nie wchodzi w skład żadnego z nich i w tym zakresie stanowi odrębną jednostkę. Okręgi administracyjne dzielą się z kolei na rejony, przy czym największe miasta nie wchodzą w skład tego podziału i stanowią okręgi miejskie (bezpośrednio w składzie okręgu administracyjnego); okręgami miejskimi (jednak o innym statusie) są także miasta (lub osiedla typu miejskiego) zamknięte.
W sumie w regionie funkcjonuje 30 rejonów, 25 okręgów miejskich i 4 miasta zamknięte.

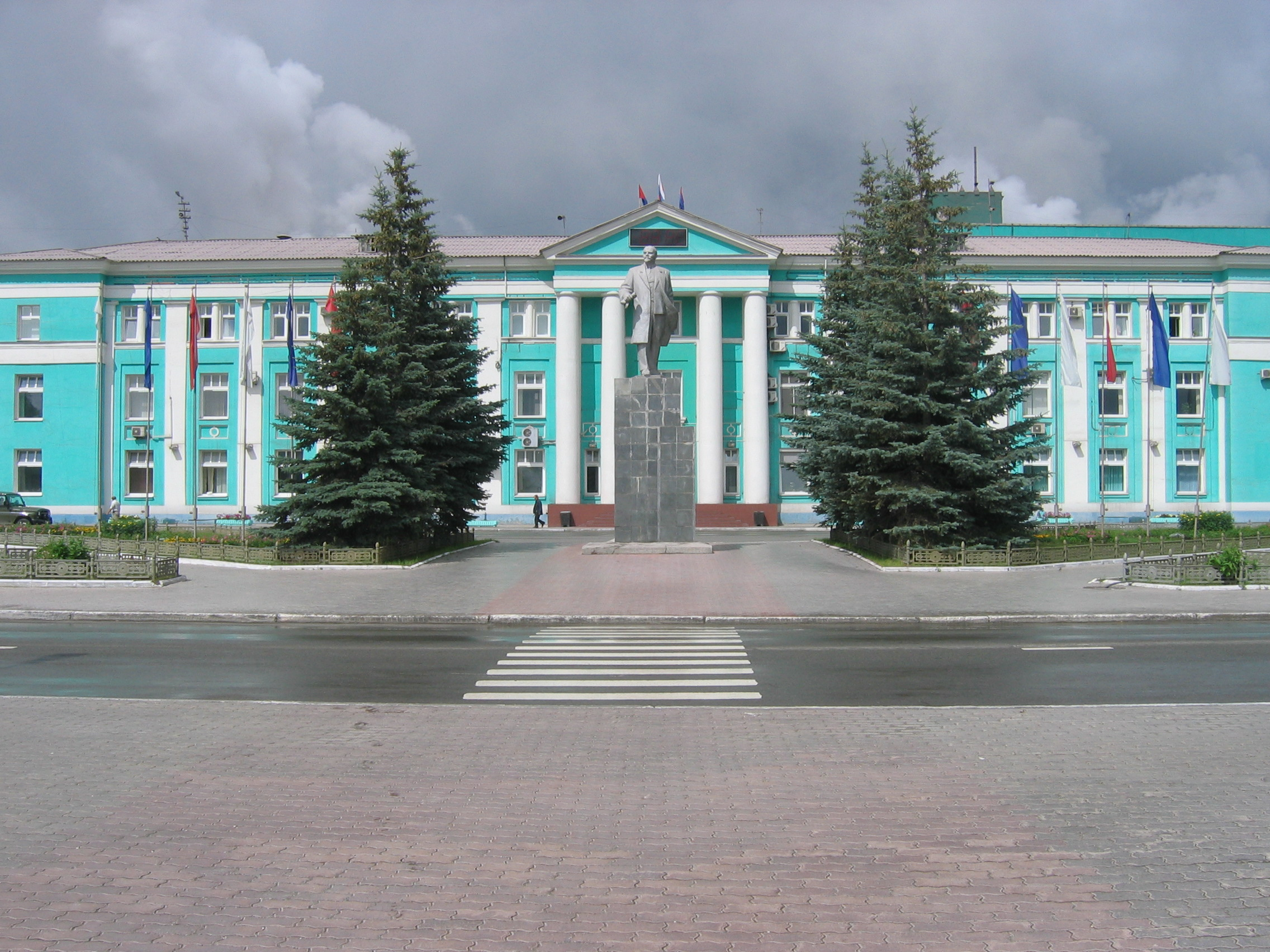
Krasnoturińsk – budynek administracji jednej z fabryk

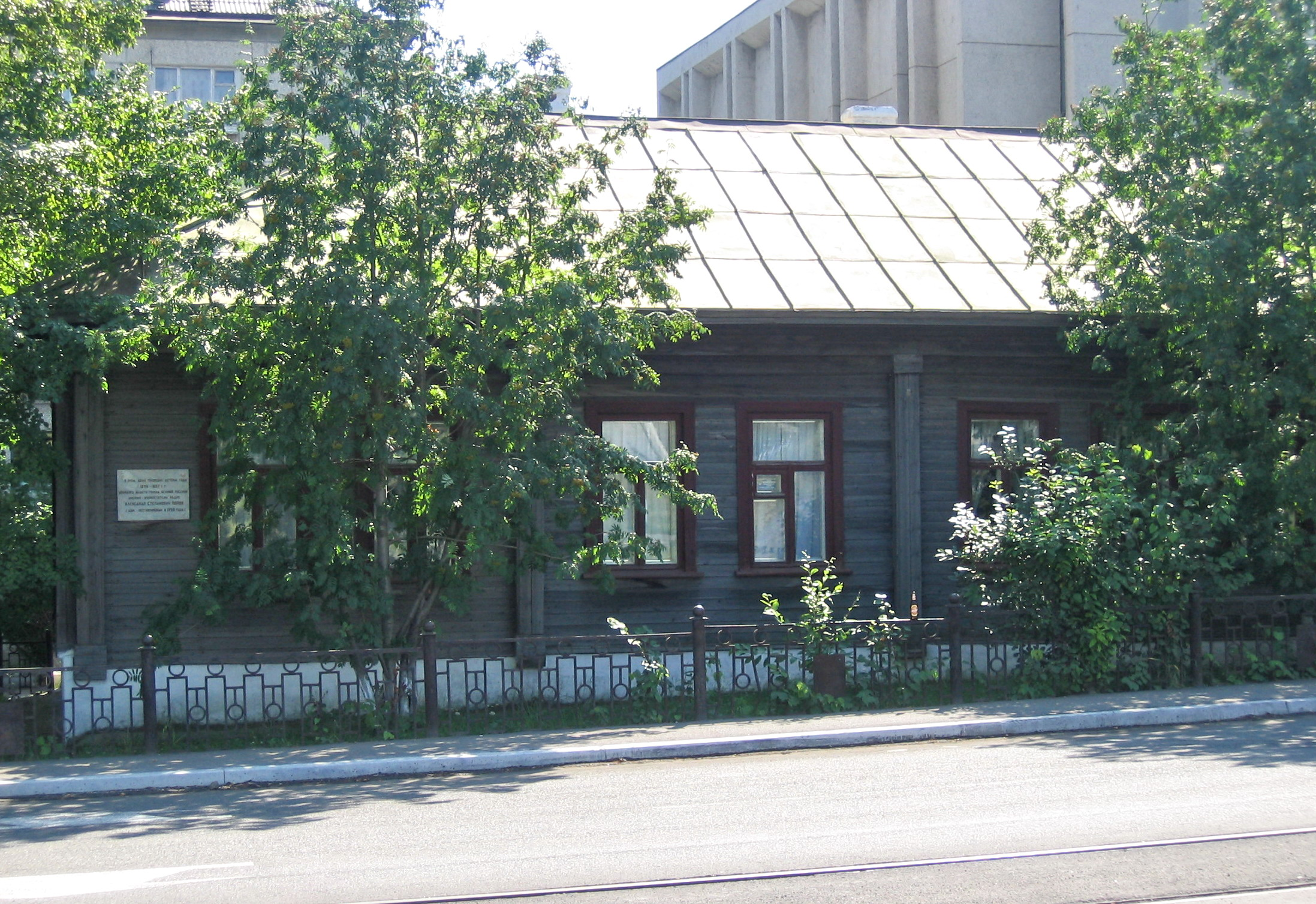
Dom-muzeum A. Popowa w Krasnoturińsku

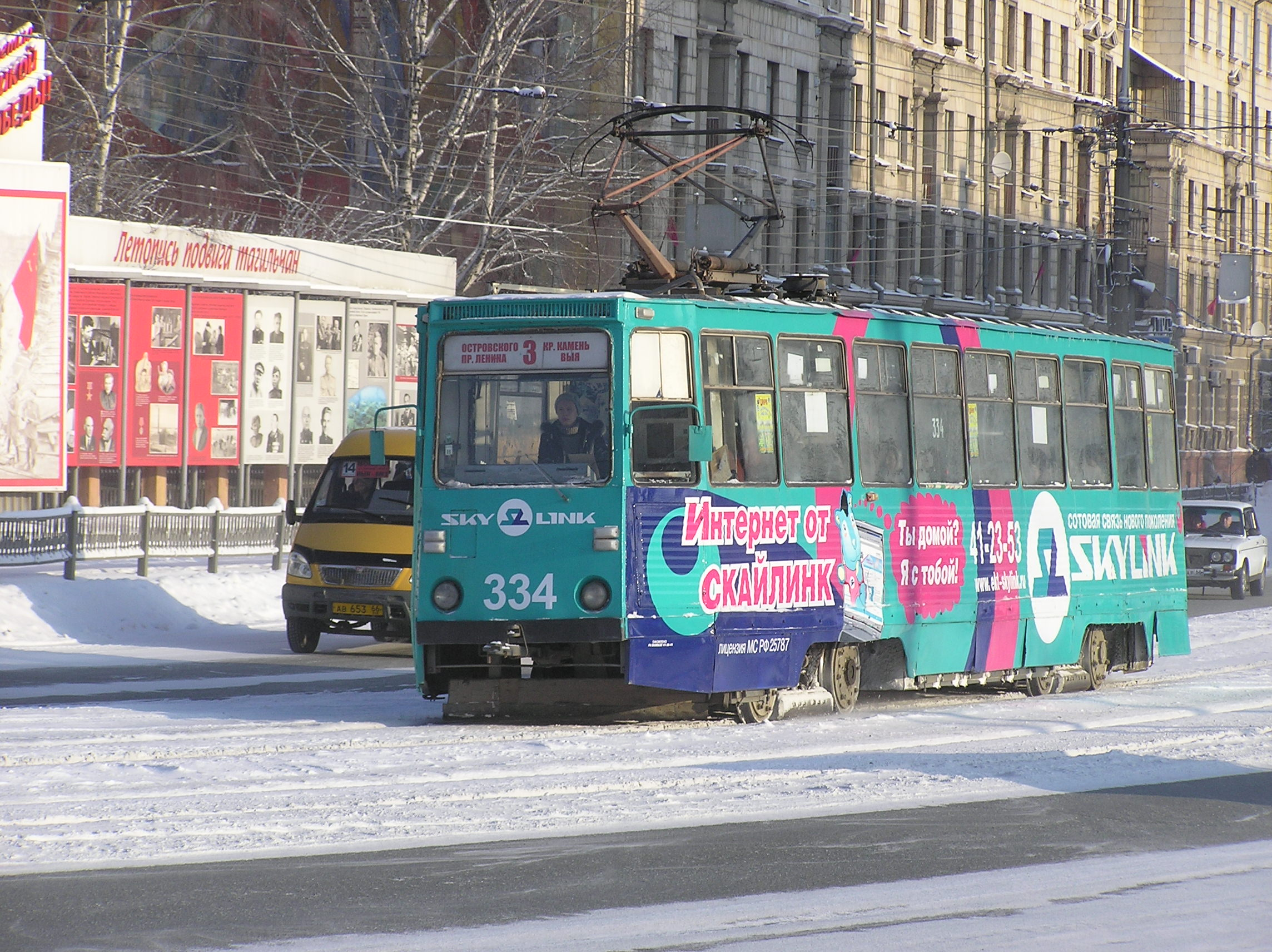
Niżny Tagił – fragment miasta

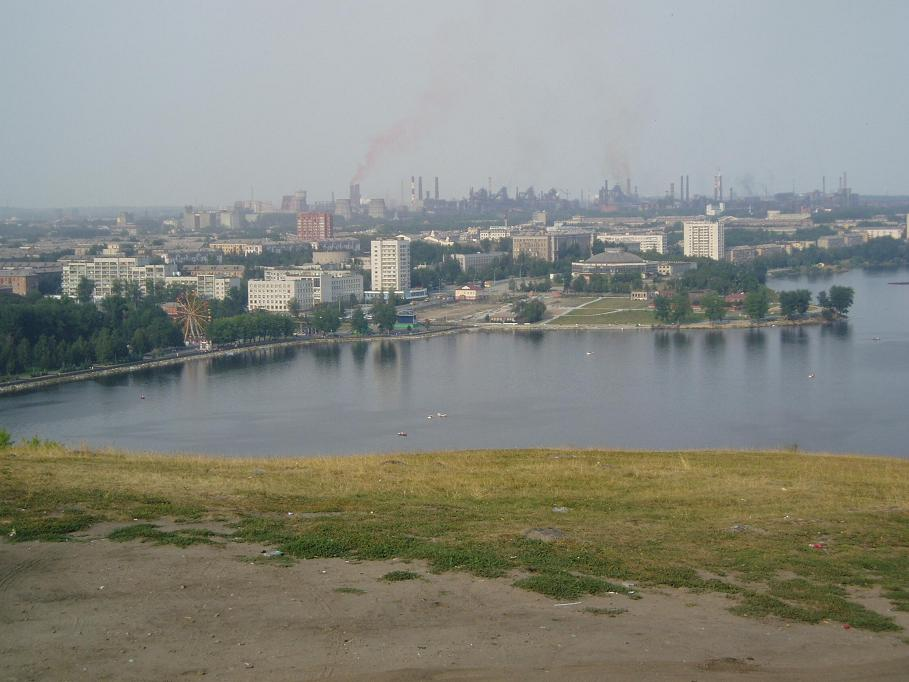
Niżny Tagił – panorama

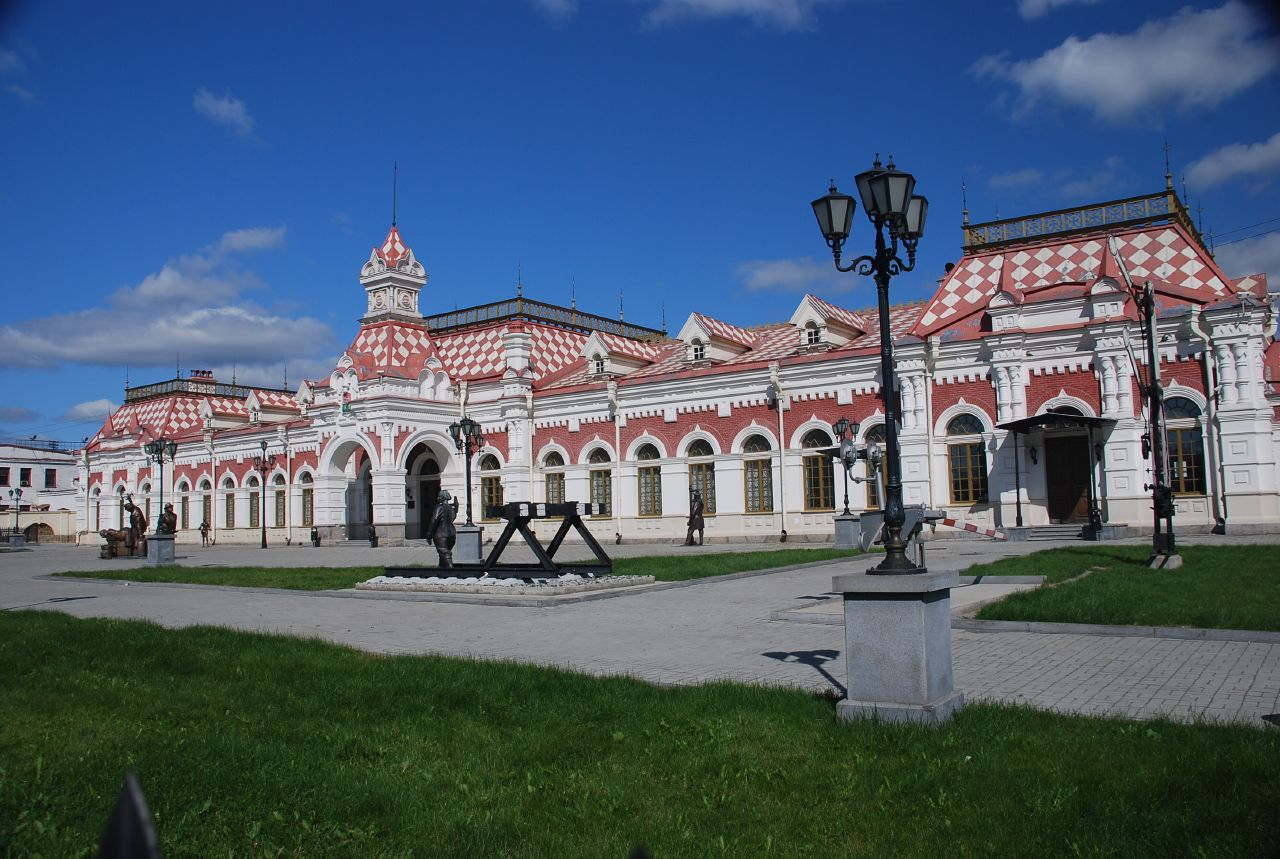
Stara stacja w Jekaterynburgu

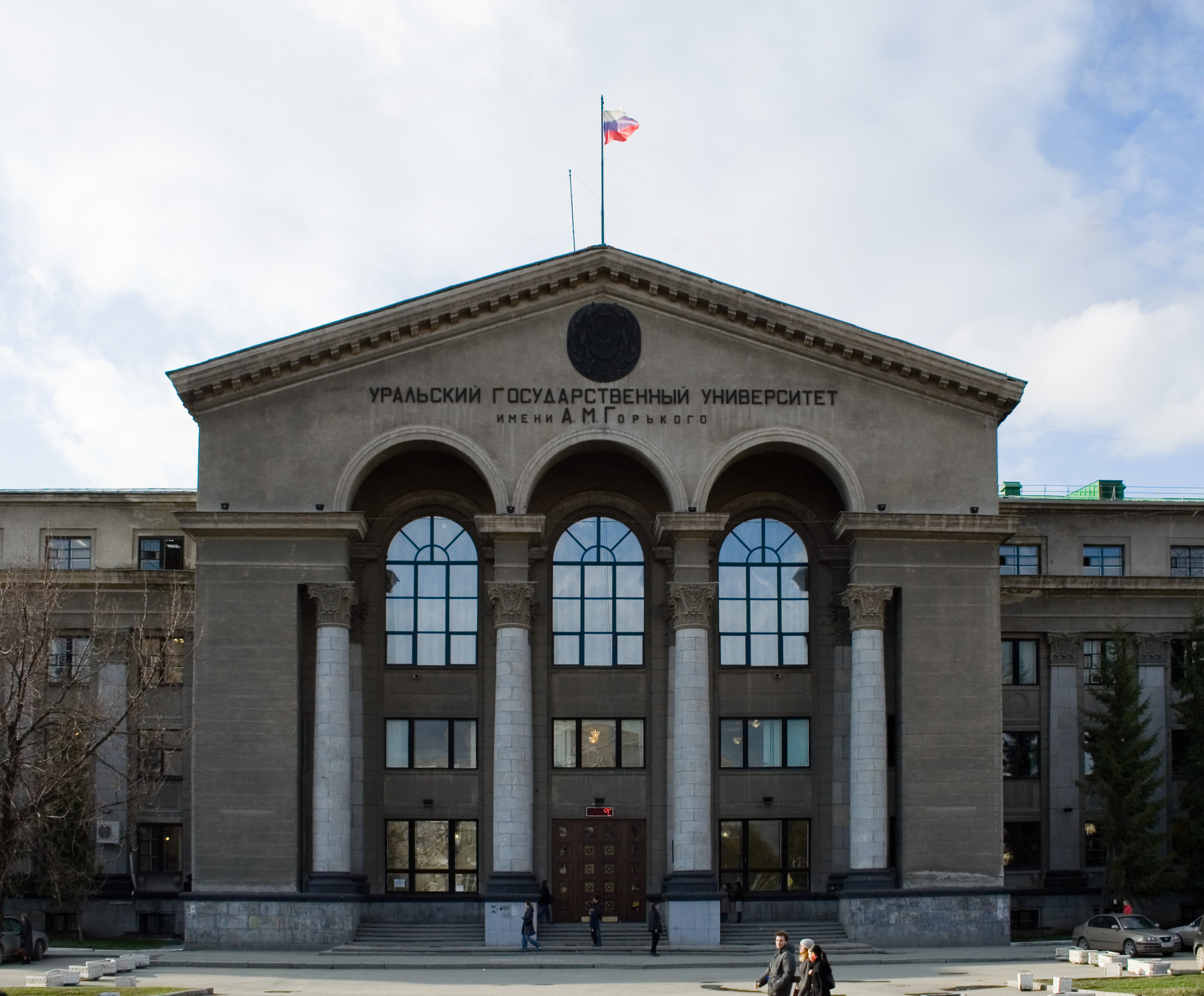
Uniwersytet państwowy w Jekaterynburgu

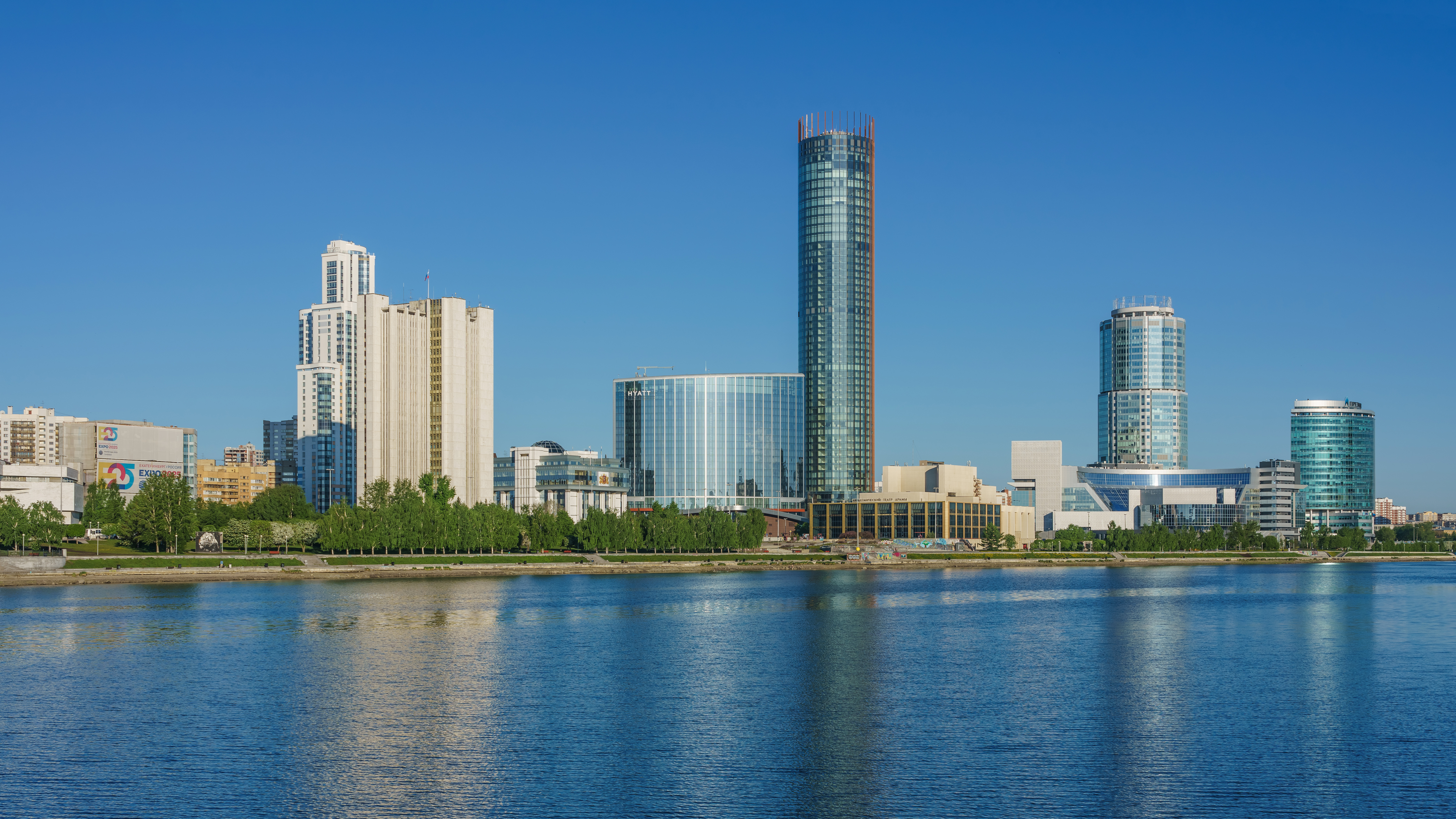
Jekaterynburg

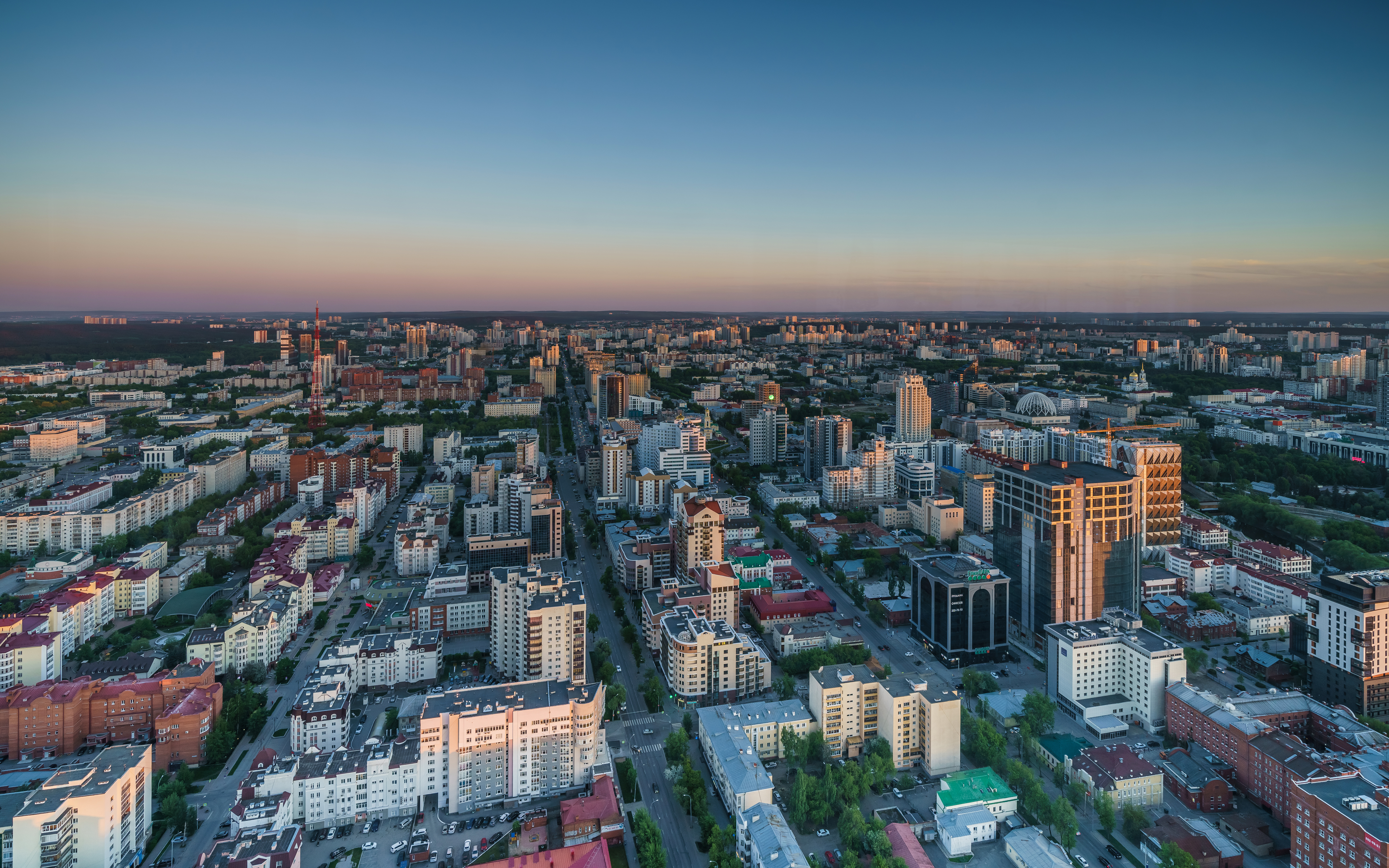
Jekaterynburg

| Nazwa                                                     | Nazwa rosyjska                                  |                                                 |                                                 |                                                 |
| miasto Jekaterynburg (Екатеринбург)                       | miasto Jekaterynburg (Екатеринбург)             | miasto Jekaterynburg (Екатеринбург)             | miasto Jekaterynburg (Екатеринбург)             | miasto Jekaterynburg (Екатеринбург)             |
| Okręg wschodni (Восточный управленческий округ)           | Okręg wschodni (Восточный управленческий округ) | Okręg wschodni (Восточный управленческий округ) | Okręg wschodni (Восточный управленческий округ) | Okręg wschodni (Восточный управленческий округ) |
| --------------------------------------------------------- | ----------------------------------------------- | ----------------------------------------------- | ----------------------------------------------- | ----------------------------------------------- |
| Rejon ałapajewski                                         | Алапаевский район                               |                                                 |                                                 |                                                 |
| Rejon artiomowski                                         | Артемовский район                               |                                                 |                                                 |                                                 |
| Rejon bajkałowski                                         | Байкаловский район                              |                                                 |                                                 |                                                 |
| Rejon irbicki                                             | Ирбитский район                                 |                                                 |                                                 |                                                 |
| Rejon kamyszłowski                                        | Камышловский район                              |                                                 |                                                 |                                                 |
| Rejon pyszmiński                                          | Пышминский район                                |                                                 |                                                 |                                                 |
| Rejon słobodo-turiński                                    | Слободо-Туринский район                         |                                                 |                                                 |                                                 |
| Rejon taboriński                                          | Таборинский район                               |                                                 |                                                 |                                                 |
| Rejon talicki                                             | Талицкий район                                  |                                                 |                                                 |                                                 |
| Rejon tawdiński                                           | Тавдинский район                                |                                                 |                                                 |                                                 |
| Rejon tugułymski                                          | Тугулымский район                               |                                                 |                                                 |                                                 |
| Rejon turiński                                            | Туринский район                                 |                                                 |                                                 |                                                 |
| miasto Ałapajewsk                                         | Алапаевск                                       |                                                 |                                                 |                                                 |
| miasto Irbit                                              | Ирбит                                           |                                                 |                                                 |                                                 |
| miasto Kamyszłow                                          | Камышлов                                        |                                                 |                                                 |                                                 |
| Okręg południowy (Южный управленческий округ)             |                                                 |                                                 |                                                 |                                                 |
| Rejon biełojarski                                         | Белоярский район                                |                                                 |                                                 |                                                 |
| Rejon bogdanowicki                                        | Богдановичский район                            |                                                 |                                                 |                                                 |
| Rejon kamieński                                           | Каменский район                                 |                                                 |                                                 |                                                 |
| Rejon suchołoski                                          | Сухоложский район                               |                                                 |                                                 |                                                 |
| miasto Kamieńsk Uralski                                   | Каменск-Уральский                               |                                                 |                                                 |                                                 |
| miasto Asbiest                                            | Асбест                                          |                                                 |                                                 |                                                 |
| miasto Zariecznyj                                         | Заречный                                        |                                                 |                                                 |                                                 |
| osiedle zamknięte Uralski                                 | ЗАТО „поселок Уральский”                        |                                                 |                                                 |                                                 |
| Okręg gornozawodzki (Горнозаводской управленческий округ) |                                                 |                                                 |                                                 |                                                 |
| Rejon prigorodnyj                                         | Пригородный район                               |                                                 |                                                 |                                                 |
| Rejon wierchniesałdiński                                  | Верхнесалдинский район                          |                                                 |                                                 |                                                 |
| miasto Wierchnyj Tagił                                    | Верхний Тагил                                   |                                                 |                                                 |                                                 |
| miasto Wierchniaja Tura                                   | Верхняя Тура                                    |                                                 |                                                 |                                                 |
| miasto Kirowgrad                                          | Кировград                                       |                                                 |                                                 |                                                 |
| miasto Kuszwa                                             | Кушва                                           |                                                 |                                                 |                                                 |
| miasto Niewjansk                                          | Невьянск                                        |                                                 |                                                 |                                                 |
| miasto Niżny Tagił                                        | Нижний Тагил                                    |                                                 |                                                 |                                                 |
| miasto Niżniaja Sałda                                     | Нижняя Салда                                    |                                                 |                                                 |                                                 |
| osiedle Wierch-Niejwinskij                                | поселок Верх-Нейвинский                         |                                                 |                                                 |                                                 |
| miasto zamknięte Nowouralsk                               | ЗАТО «город Новоуральск»                        |                                                 |                                                 |                                                 |
| miasto zamknięte Swobodnyj                                | ЗАТО «поселок Свободный»                        |                                                 |                                                 |                                                 |
| Okręg zachodni (Западный управленческий округ)            |                                                 |                                                 |                                                 |                                                 |
| Aczycki okręg miejski                                     | Ачитский городской округ                        |                                                 |                                                 |                                                 |
| Artiński okręg miejski                                    | Артинский городской округ                       |                                                 |                                                 |                                                 |
| Rejon krasnoufomski                                       | Красноуфимский район                            |                                                 |                                                 |                                                 |
| Rejon niżniesiergiński                                    | Нижнесергинский район                           |                                                 |                                                 |                                                 |
| Szaliński okręg miejski                                   | Шалинский городской округ                       |                                                 |                                                 |                                                 |
| miasto Pierwouralsk                                       | Первоуральск                                    |                                                 |                                                 |                                                 |
| okręg miejski Wierchniaja Pyszma                          | городской округ Верхняя Пышма                   |                                                 |                                                 |                                                 |
| okręg miejski Krasnoufimsk                                | городской округ Красноуфимск                    |                                                 |                                                 |                                                 |
| miasto Polewskoj                                          | Полевской                                       |                                                 |                                                 |                                                 |
| miasto Rewda                                              | Ревда                                           |                                                 |                                                 |                                                 |
| Okręg miejski Staroutkinsk                                | городской округ Староуткинск                    |                                                 |                                                 |                                                 |
| Okręg miejski Diegtiarsk                                  | городской округ Дегтярск                        |                                                 |                                                 |                                                 |
| Okręg północny (Северный управленческий округ)            |                                                 |                                                 |                                                 |                                                 |
| Rejon gariński                                            | Гаринский район                                 |                                                 |                                                 |                                                 |
| Rejon nowolaliński                                        | Новолялинский район                             |                                                 |                                                 |                                                 |
| Rejon sierowski                                           | Серовский район                                 |                                                 |                                                 |                                                 |
| Rejon wierchoturski                                       | Верхотурский район                              |                                                 |                                                 |                                                 |
| miasto Iwdel                                              | Ивдель                                          |                                                 |                                                 |                                                 |
| miasto Kaczkanar                                          | Качканар                                        |                                                 |                                                 |                                                 |
| miasto Karpińsk                                           | Карпинск                                        |                                                 |                                                 |                                                 |
| miasto Krasnouralsk                                       | Красноуральск                                   |                                                 |                                                 |                                                 |
| miasto Krasnoturińsk                                      | Краснотурьинск                                  |                                                 |                                                 |                                                 |
| miasto Liesnoj                                            | Лесной                                          |                                                 |                                                 |                                                 |
| miasto Niżniaja Tura                                      | Нижняя Тура                                     |                                                 |                                                 |                                                 |
| miasto Siewierouralsk                                     | Североуральск                                   |                                                 |                                                 |                                                 |
| miasto Sierow                                             | Серов                                           |                                                 |                                                 |                                                 |

## Gospodarka
Na terenie obwodu swierdłowskiego żyje 2343,3 tys. osób aktywnych zawodowo. W 2006 stopa bezrobocia w regionie wynosiła 6,9%. W styczniu 2007 średnia płaca w regionie wynosiła 13 941,4 rubla, tj. 525,4 USD (według kursu z 31 stycznia 2007).

### Przemysł
Obwód swierdłowski zajmuje 2. miejsce w Rosji pod względem wartości produkcji przemysłowej.
W strukturze lokalnego przemysłu dominuje hutnictwo, zarówno żelaza, jak i metali nieżelaznych (odpowiednio – 31% i 19% całej wartości produkcji przemysłowej).
Istnieje też wysoko rozwinięty przemysł maszynowy, produkujący m.in. ciężki sprzęt wykorzystywany w innych gałęziach gospodarki, maszyny i urządzenia AGD oraz sprzęt wojskowy.
Pozostałe gałęzie przemysłu (jak spożywczy, chemiczny, drzewny i in.) nie mają dużego udziału w strukturze gospodarczej regionu i produkują głównie na potrzeby lokalnego rynku.
W regionie odbywa się też wzbogacanie uranu.

### Rolnictwo
W 2006 na terenie obwodu znajdowało się (było zarejestrowanych) 829 dużych gospodarstw rolnych (byłych kołchozów i sowchozów, obecnie zwykle spółek) oraz 2178 chłopskich gospodarstw indywidualnych. Jedynie część z nich rzeczywiście prowadziła działalność produkcyjną (odpowiednio: 499 i 893)

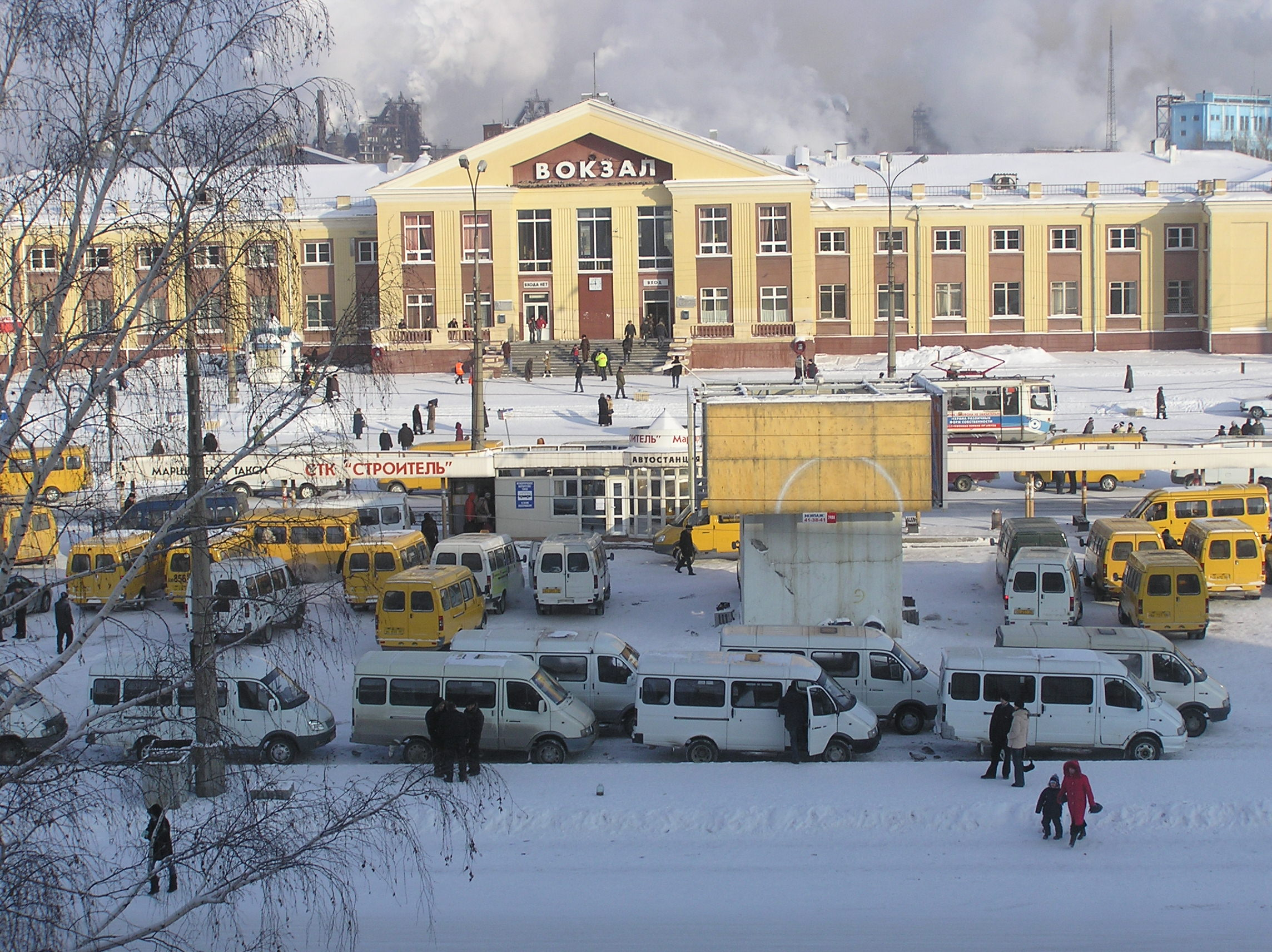
Stacja kolejowa w Niżnym Tagile

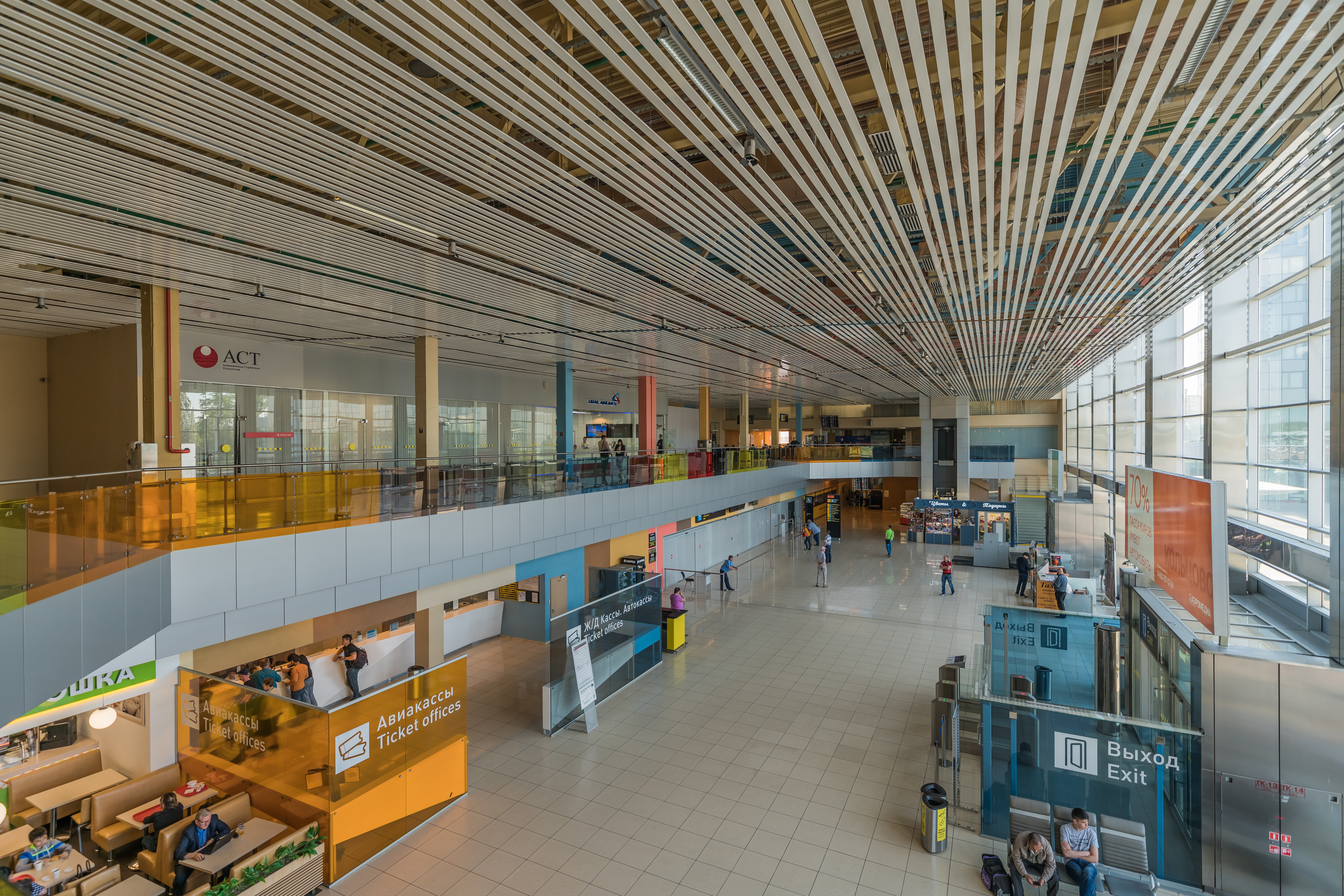
Lotnisko Kolcowo

W 2006 łączna powierzchnia zasiewów w regionie wynosiła 877,8 tys. ha, zaś pogłowie zwierząt gospodarskich obejmowało m.in. 225,9 tys. sztuk bydła i 10 075,1 tys. sztuk drobiu.

### Transport
Obwód swierdłowski jest ważnym punktem na mapie rosyjskiego transportu. Przez region przebiega wiele ważnych dróg kolejowych i samochodowych łączących azjatycką i europejską część kraju, w tym kolej transsyberyjska.
Na terenie regionu znajduje się także ważny międzynarodowy port lotniczy Kolcowo (w Jekaterynburgu).

### Bogactwa naturalne
Na terenie regionu znajdują się liczne złoża surowców, w tym metali, m.in. złota, platyny, żelaza, chromu, niklu, manganu i miedzi. Ponadto bogactwami obwodu są m.in. azbest i boksyty.

## Nauka i oświata
Na terenie obwodu funkcjonuje Uralski oddział Rosyjskiej Akademii Nauk. Działają tutaj m.in. 22 instytuty naukowe, oraz ponad 100 ośrodków naukowo-badawczych i technologicznych.
Na początku roku szkolnego 2006/2007 w regionie funkcjonowały 1344 szkoły średnie (w tym 50 wieczorowych), 91 średnich szkół specjalizacyjnych, 19 państwowych wyższych uczelni i ich 34 file, 11 uczelni niepaństwowych i 6 filii.

## Historia

### Historia regionu
Według badań archeologicznych region zasiedlony był już w okresie prehistorycznym. W obwodzie znajdują się liczne ślady osadnictwa ludzkiego, pochodzącego z okresów od mezolitu do epoki żelaza.
Rosja zajęła te tereny po rozbiciu Chanatu kazańskiego w połowie XVI w. Swój udział w opanowaniu regionu miał Jermak Timofiejewicz. Po zajęciu ziem dzisiejszego obwodu Rosjanie, by zabezpieczyć swe panowanie i zapewnić spokój kolonistom założyli szereg twierdz: Wiekoturie (1598), Turinsk (1600), Irbit (1633), Ałapajewsk (1639) itd.
Od 1703 w regionie zaczęła się rozwijać metalurgia, co zwiększyło napływ osadników i spowodowało trwałą rusyfikację tych ziem.
W 1723 założono miasto, będące dzisiejszą stolicą regionu – Jekaterynburg, nazwane na cześć żony cesarza Piotra I Wielkiego, Katarzyny I.

### Utworzenie obwodu
Obwód swierdłowski utworzono 17 stycznia 1934 poprzez wydzielenie części ówczesnego obwodu uralskiego. Pierwotnie teren obwodu obejmował nieco odmienne niż dziś obszary: zajmował terytorium dzisiejszego Kraju Permskiego, nie obejmował natomiast niektórych swych dzisiejszych rejonów, należących wówczas do obwodów czelabińskiego i omskiego.

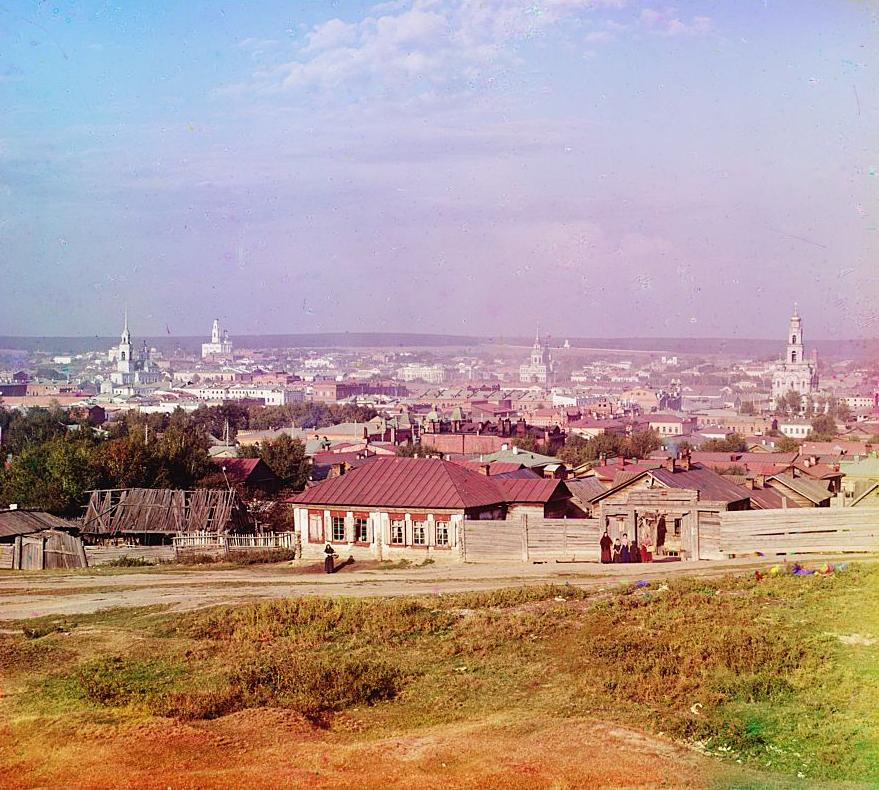
Stolica regionu – Jekaterynburg ok. 1910 r.

### Nazwa obwodu
Nazwa obwodu wywodzi się od ówczesnej nazwy stolicy regionu Jekaterynburga – Swierdłowsk, nazwanego na cześć działacza partyjnego i politycznego – Jakowa Swierdłowa.
W 1979 w wojskowym instytucie badawczym zajmującym się bronią biologiczną w ówczesnym Sierdłowsku miało miejsce masowe zarażenie wąglikiem, w wyniku którego zmarło ok. 100 osób.

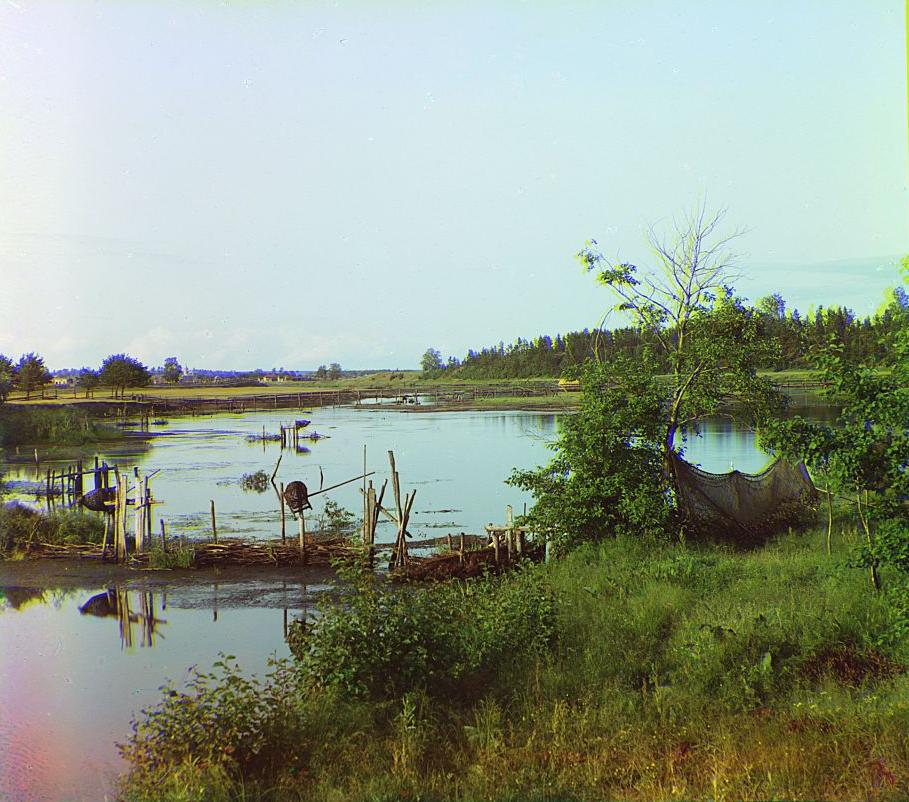
Krajobraz regionu – rzeka Pyszma

## Sławni mieszkańcy regionu
Z rejonu wywodzili się m.in.:
- Borys Jelcyn
- Pawlik Morozow

## Tablice rejestracyjne
Tablice pojazdów zarejestrowanych w obwodzie swierdłowskim mają oznaczenie 66 w prawym górnym rogu nad flagą Rosji i literami RUS.